# 科羅納 (密蘇里州)
科羅納（英語：Corona）是位於美國密蘇里州俄勒岡縣的非建制地區。

## 歷史
科羅納的郵局於1900年設立，其後於1906年停運。

## 地理
科羅納所處的海拔為高於海平面283米（即929英呎），而該地所採用的時區為UTC-6，即北美中部時區（CST）。同時該地設有夏令時間，為UTC-6調快一小時，即UTC-5（CDT）。